# 765年
| 千纪： | 1千纪 |
| 世纪： | 7世纪 \| 8世纪 \| 9世纪 |
| 年代： | 730年代 \| 740年代 \| 750年代 \| 760年代 \| 770年代 \| 780年代 \| 790年代                                                                |
| 年份： | 760年 \| 761年 \| 762年 \| 763年 \| 764年 \| 765年 \| 766年 \| 767年 \| 768年 \| 769年 \| 770年                                          |
| 纪年： | 乙巳年（蛇年）；唐永泰元年（西域不知唐朝已改元，继续使用广德三年）；南诏赞普钟十四年；日本天平宝字九年，天平神護元年；渤海国大興二十八年 |

## 大事记
- 僕固懷恩聲稱唐代宗去世，再度引吐蕃、回紇、吐谷渾、黨項、奴剌等部總共數十萬人入侵，不久僕固懷恩病死軍旅，回紇軍被郭子儀勸退且反擊吐蕃軍。

## 出生
- 裴度，唐朝宰相（839年去世，74岁）

## 逝世
- 高适，唐朝诗人
- 楊志烈，唐朝河西节度使。
- 僕固懷恩，唐朝鐵勒族人。
- 11月10日——淳仁天皇，日本第47代天皇（733年出生，32岁）